# 熊谷武雄
熊谷 武雄  （くまがい たけお、1883年11月2日- 1936年8月21日）は、日本の歌人（明治～昭和時代前期）。歌人の熊谷龍子は孫。

## 来歴
宮城県本吉郡新月村（現・気仙沼市）生まれ。少年時、及川義亮に歌を学ぶ。郷里・気仙沼で農林業に従事しながら前田夕暮に師事。
1911年(明治44年)「詩歌」創刊に参加し同時に短歌結社「白日社」同人となる。1912年（大正元年） 仙台の文芸誌「シャルル」同人となり、郷土の文学の高揚に尽力した。
1921年 新月村の村会議員に就任。
1924年（大正13年）「日光」に前田夕暮らとともに参加。「詩歌」同人らが自由律口語短歌に転向するなかで定型律文語短歌をまもり、山村生活をうたった。東北の風土と生活に着材した清新かつ重厚な歌風。田園歌人として全国にその名を馳せた。
1936年（昭和11年）8月21日死去、享年54。

## 歌集
- 『野火』（1915年）
- 『閑古鳥』（1934年）